# Capitale de l'Indonésie
La capitale de l'Indonésie, officiellement la capitale de l'État unitaire de la République d'Indonésie (indonésien : Ibukota Negara Kesatuan Republik Indonesia), était Jakarta, l'une des plus anciennes villes continuellement habitées d'Asie du Sud-Est. Cependant, le 30 novembre 2024, Nusantara, une ville de l'Indonésie est devenue la capitale de ce pays. 
Le 17 janvier 2022, le nom de la future nouvelle capitale a été révélé : Nusantara, située dans la province de Kalimantan oriental. Le transfert de la capitale vers Nusantara est en cours de réalisation par phases, avec un objectif de transfert complet fixé au 17 août 2028. La loi no 10 de 1964 établit Jakarta, sur l'île de Java, comme capitale de l'Indonésie.
La ville s'appelait auparavant Batavia, quand elle était la capitale des Indes néerlandaises. Au début du XXe siècle, le gouvernement colonial avait tenté de déplacer sa capitale de Batavia à Bandung dans l'ouest de Java. Pendant la Revolusi, le gouvernement indonésien avait dû déplacer sa capitale à Yogyakarta, où elle est restée pendant une courte période, jusqu'à son rétablissement à Jakarta.
Dans son discours annuel sur l'état de la nation le 16 août 2019 au parlement, le président Joko Widodo annonce un plan pour déplacer la capitale à Kalimantan, la partie indonésienne de l'île de Bornéo. Une ville nouvelle sera construite entre les kabupaten de Kutai Kartanegara et de Penajam Paser du Nord dans la province de Kalimantan oriental. Cette délocalisation de la capitale vers un emplacement plus central en Indonésie fait partie d'une stratégie visant à réduire les inégalités de développement entre Java et les autres îles de l'Indonésie. Elle réduira en outre le fardeau de Jakarta en tant que plaque tournante de l'Indonésie,,.

## Chronologie
| Date                    | Capitale                     | Remarques |
| ----------------------- | ---------------------------- | --- |
| 17 août 1945            | Jakarta                      | Soekarno et Hatta proclament l'indépendance de l'Indonésie à Jakarta — nouveau nom de l'ancienne capitale coloniale Batavia — qui devient la capitale de facto de la république d'Indonésie |
| 4 janvier 1946          | Yogyakarta                   | Jakarta est occupée par la NICA (Nederlandsch-Indische Civiele Administratie ou « administration civile des Indes néerlandaises »). La capitale est transférée à Yogyakarta dans le centre de Java, où le gouvernement se rend en train en pleine nuit. |
| 19 décembre 1948        | Koto Tinggi                  | Yogyakarta est occupée par l'armée néerlandaise lors de l'opération Kraai. Le président Soekarno et le vice-président Hatta sont arrêtés et exilés à Bangka. Un gouvernement d'urgence de la république d'Indonésie dirigé par Sjafruddin Prawiranegara est mis en place à Koto Tinggi (aujourd'hui dans le kabupaten de Lima Puluh Kota) dans l'ouest de Sumatra. |
| 6 juillet 1949          | Yogyakarta                   | Soekarno et Hatta reviennent d'exil à Yogyakarta. Sjafruddin dissout le gouvernement d'urgence le 13 juillet 1949. Yogyakarta reste la capitale de la république d'Indonésie, qui n'est plus qu'un État au sein de la république des États-Unis d'Indonésie créée le 27 décembre 1949. Jakarta sert de capitale fédérale.                                          |
| 17 août 1950            | Jakarta                      | Les États-Unis d'Indonésie sont dissous par Soekarno et Jakarta redevient la capitale de facto de la république d'Indonésie |
| 28 août 1961            | Jakarta                      | Jakarta devient la capitale de jure de l'Indonésie avec le décret présidentiel no. 2 de 1961, renforcé ensuite par la loi no. 10 de 1964 |
| 16 août 2019            | Jakarta                      | Le président Joko Widodo annonce officiellement, dans son discours annuel devant le parlement, le transfert de la capitale à Nusantara sur la côte orientale de Bornéo. |
| 17 août 2024            | Jakarta                      | Nusantara est inauguré comme nouvelle capitale le jour de la fête nationale indonésienne. |
| Juin 2024               | Jakarta                      | Le président Joko Widodo annonce que la première phase de construction de Nusantara est achevée à 80% et qu'il aura un bureau dans la nouvelle capitale une fois l'approvisionnement en eau potable garanti. La nouvelle capitale est planifiée pour être environ deux fois plus grande que New York.                                                              |
| 17 août 2024            | En transition vers Nusantara | Le président Joko Widodo célèbre la fête de l'indépendance à Nusantara, marquant symboliquement l'inauguration de la nouvelle capitale |
| janvier 2025            | En transition vers Nusantara | Début du transfert progressif des fonctionnaires d'État vers Nusantara sur ordre du président Prabowo Subianto |
| 17 août 2028 (objectif) | Nusantara                    | Objectif de transfert complet de la capitale vers Nusantara, fixé par le président Prabowo Subianto |

## Période coloniale et premières années de l'indépendance

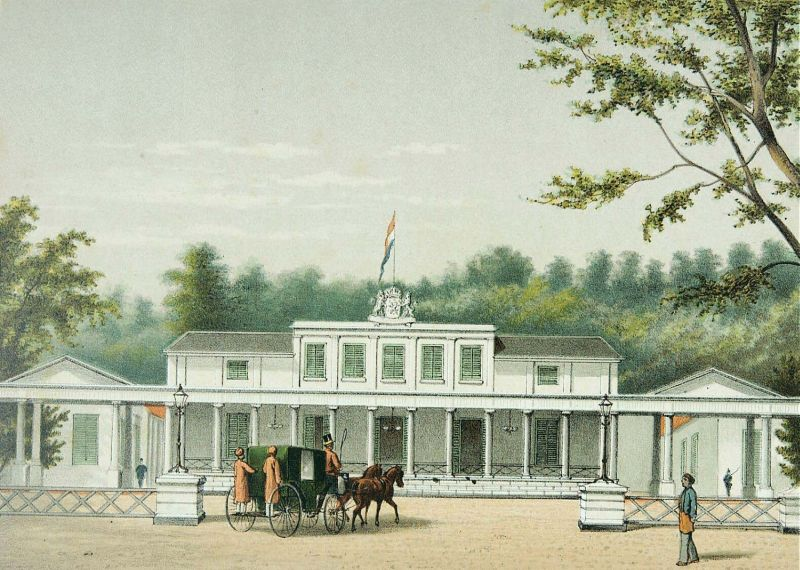
Lithographie du Paleis Rijswijk (l'actuel Istana Negara ou palais d'État) dans les années 1880.

Batavia (aujourd'hui Jakarta) avait été fondée en 1621. À l’origine, c’était une ville fortifiée de style européen sillonnée par des canaux de style hollandais situés dans une zone marécageuse côtière peu élevée. Les mauvaises installations sanitaires et le mauvais système de drainage rendaient la ville insalubre et infestée de paludisme, de choléra et de dysenterie. En 1808, le gouverneur général Daendels décide de quitter la vieille ville délabrée et malsaine. Un nouveau centre-ville est construit plus au sud, près du domaine de Weltevreden. Batavia devint ainsi une ville avec deux centres : la vieille ville comme centre d’affaires, où étaient situés les bureaux et les entrepôts de sociétés de transport et de négoce, et Weltevreden le nouveau siège du gouvernement, de l'armée et des commerces. Ces deux centres étaient reliés par le canal Molenvliet et une route (aujourd'hui la rue Gajah Mada) qui le longeait.
Au début du XXe siècle, le gouvernement colonial décide de déplacer la capitale de Batavia à Bandung. L'idée était de séparer l'actif port de commerce et le centre commercial (Batavia) du nouveau centre administratif et politique (Bandung). Dans les années 1920, le projet de transfert de la capitale à Bandung était en cours. Lorsque Bandung lance le plan directeur d'une nouvelle ville bien planifiée, de nombreux bâtiments gouvernementaux, des télécommunications (aujourd'hui l'entreprise Telkom), des chemins de fer (maintenant la société KAI), des postes (aujourd'hui Pos Indonesia), du quartier général de l'armée autres sont construits. Ainsi le Gedung Sate devait être le centre administratif gouvernemental des Indes néerlandaises. Le plan échoue cependant à cause de la Grande Dépression et du déclenchement de la Seconde Guerre mondiale.
Le 5 mars 1942, Batavia tombe aux mains des Japonais. Les Néerlandais se sont officiellement rendus aux forces d'occupation japonaises le 9 mars 1942. L'administration de la colonie est transférée au Japon. La ville est rebaptisée Jakarta (officiellement nommée Jakaruta tokubetsu-shi, municipalité spéciale de Jakarta, conformément au statut spécial qui a été attribué à la ville). Après la défaite du Japon en 1945, Jakarta traverse une période de transition et de bouleversement au cours de la lutte nationale indonésienne pour l'indépendance.
À la suite de la capitulation japonaise le 15 août 1945, l’Indonésie déclare son indépendance le 17 août. La proclamation est lue au 56 de la Jalan Pegangsaan Timur (aujourd'hui Jalan Proklamasi), dans le centre de Jakarta, avec Suwiryo faisant fonction de président du comité. Suwiryo est reconnu comme le premier maire de Jakarta Tokubetsu Shi. La fonction est modifiée pour devenir le Pemerintah Nasional Kota Jakarta (« Administration nationale de la ville de Jakarta »). Le 19 septembre 1945, Soekarno prononce un discours au stade Ikada sur l'actuelle place Merdeka.

## La Révolution

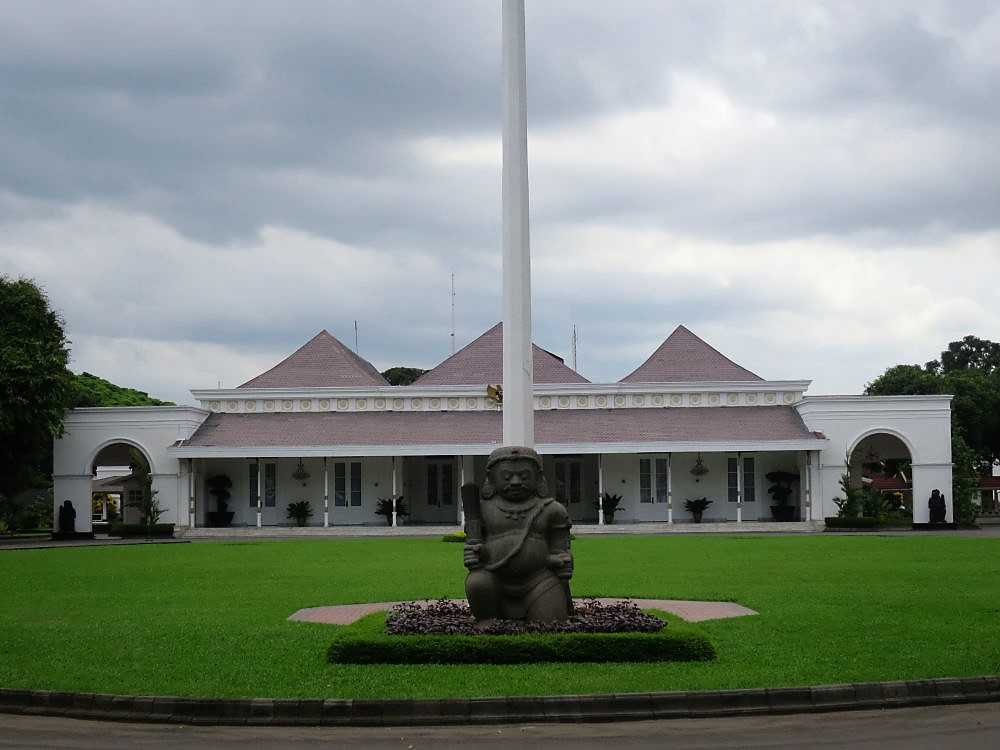
Le Gedung Agung (grande bâtisse), siège de la présidence de 1946 à 1949 à Yogyakarta et aujourd'hui l'un des six palais présidentiels indonésiens

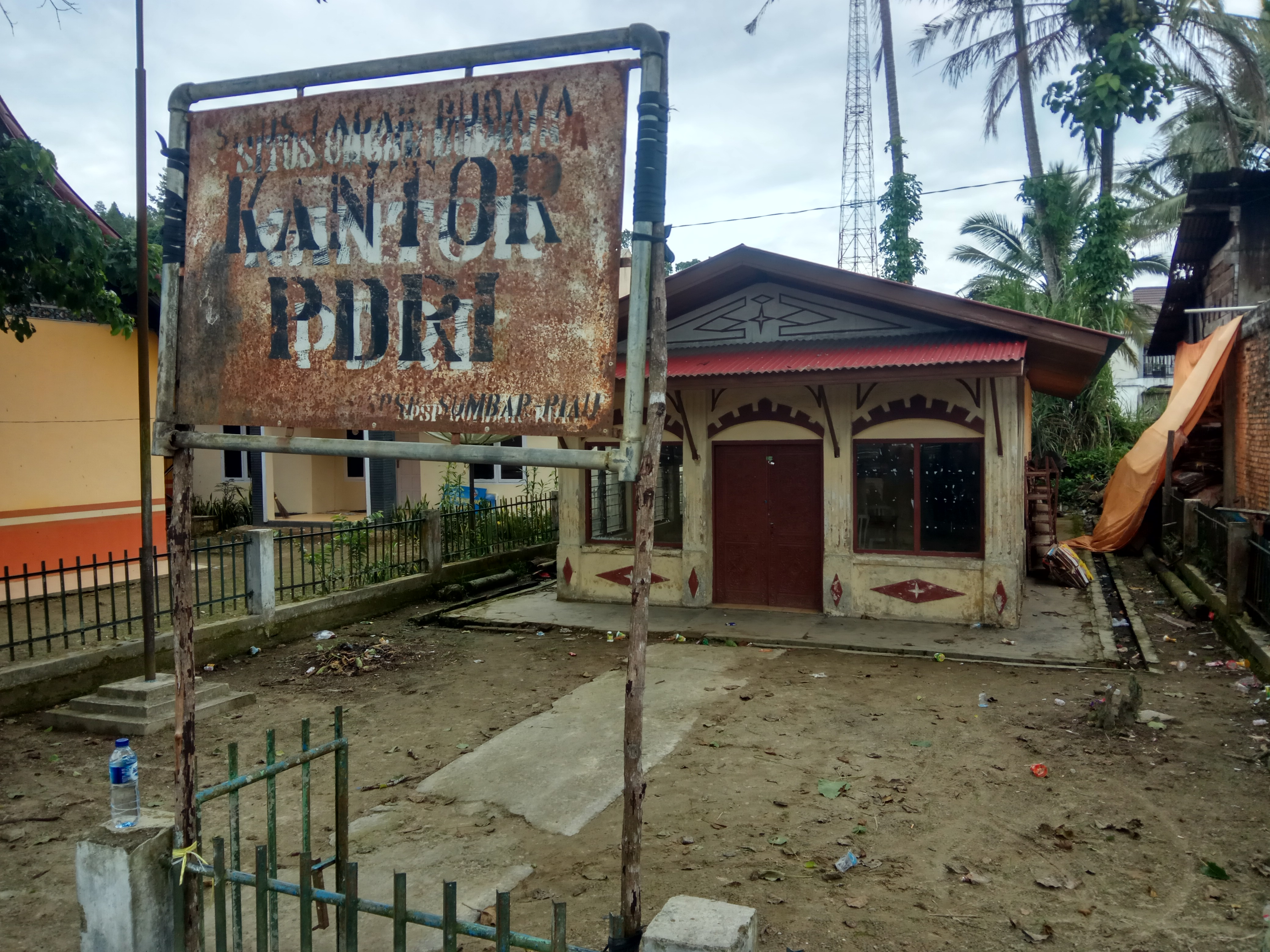
Le bureau du PDRI à Koto Tinggi

Au cours de la lutte pour l'indépendance de l'Indonésie (1945-1949), la capitale de la république est déplacée en raison de la situation politique et militaire, à Yogyakarta (1946-1948), puis à Koto Tinggi (1948-1949), où siège le gouvernement d'urgence de la république d'Indonésie. En 1949, la capitale est rétablie à Jakarta.

## Jakarta capitalede jurede l'Indonésie

Le Monas se trouve au centre de la place Merdeka, au cœur de Jakarta. La plupart des monuments de Jakarta ont été construits pendant la présidence de Soekarno.

Pendant la présidence de Soekarno, Jakarta se développe. En 1957, Soekarno pose les fondations et le quadrillage des rues de Palangka Raya en tant que nouvelle capitale envisagée pour la province du Kalimantan central. Soekarno prévoyait toutefois que la nouvelle ville serait la nouvelle capitale nationale dans le futur. La vaste superficie disponible et sa position géographique au centre de l'archipel constituaient le principal avantage de la ville. Néanmoins, Soekarno semblait préférer Jakarta. De la fin des années 1950 à la première moitié des années 1960, il remplit Jakarta de monuments et de statues. De nombreux projets monumentaux ont été conçus, planifiés et initiés sous sa présidence, notamment le Monumen Nasional ou Monas, la mosquée Istiqlal, le parlement et le stade Gelora Bung Karno. Soekarno a également couvert Jakarta de monuments et de statues d'expression nationaliste, notamment le monument Selamat Datang, le monument Pemuda à Senayan, le monument Dirgantara à Pancoran et le monument de libération de l'Irian sur la place Lapangan Banteng. Bien que de nombreux projets aient été achevés plus tard, Soekarno est reconnu pour avoir façonné le paysage monumental de Jakarta. Il voulait que Jakarta soit le témoin d'une nouvelle nation puissante.
En 1966, Jakarta obtient le statut officiel de Daerah Khusus Ibukota ("territoire spécial de la capitale") ou DKI. Cela favorise la construction d'immeubles gouvernementaux et d'ambassades étrangères. Le développement rapide a créé la nécessité d'un plan directeur afin de réguler la croissance de Jakarta. Depuis 1966, Jakarta s'est progressivement développée pour devenir une métropole moderne.
Pendant le régime hautement centralisé du Nouvel Ordre du successeur de Soekarno, Soeharto, Jakarta se renforce comme cœur politique et économique de la nation. En raison de son développement rapide et de son urbanisation, Jakarta attire un grand nombre de nouveaux habitants originaires de différentes régions de l’archipel, la majorité venant d'autres villes de Java. Des immeubles de grande hauteur voient le jour, notamment dans les centres commerciaux et financiers de Jakarta, le long des avenues Thamrin, Sudirman et Kuningan. Depuis les années 1970, la population de Jakarta a considérablement augmenté et s'est étendue dans les zones environnantes de la capitale. La région du Jabodetabek, ou Grand Jakarta, est devenue l’agglomération urbaine la plus vaste et la plus densément peuplée de l’Asie du Sud-Est.

## Nouvelle proposition de capitale au fil du temps

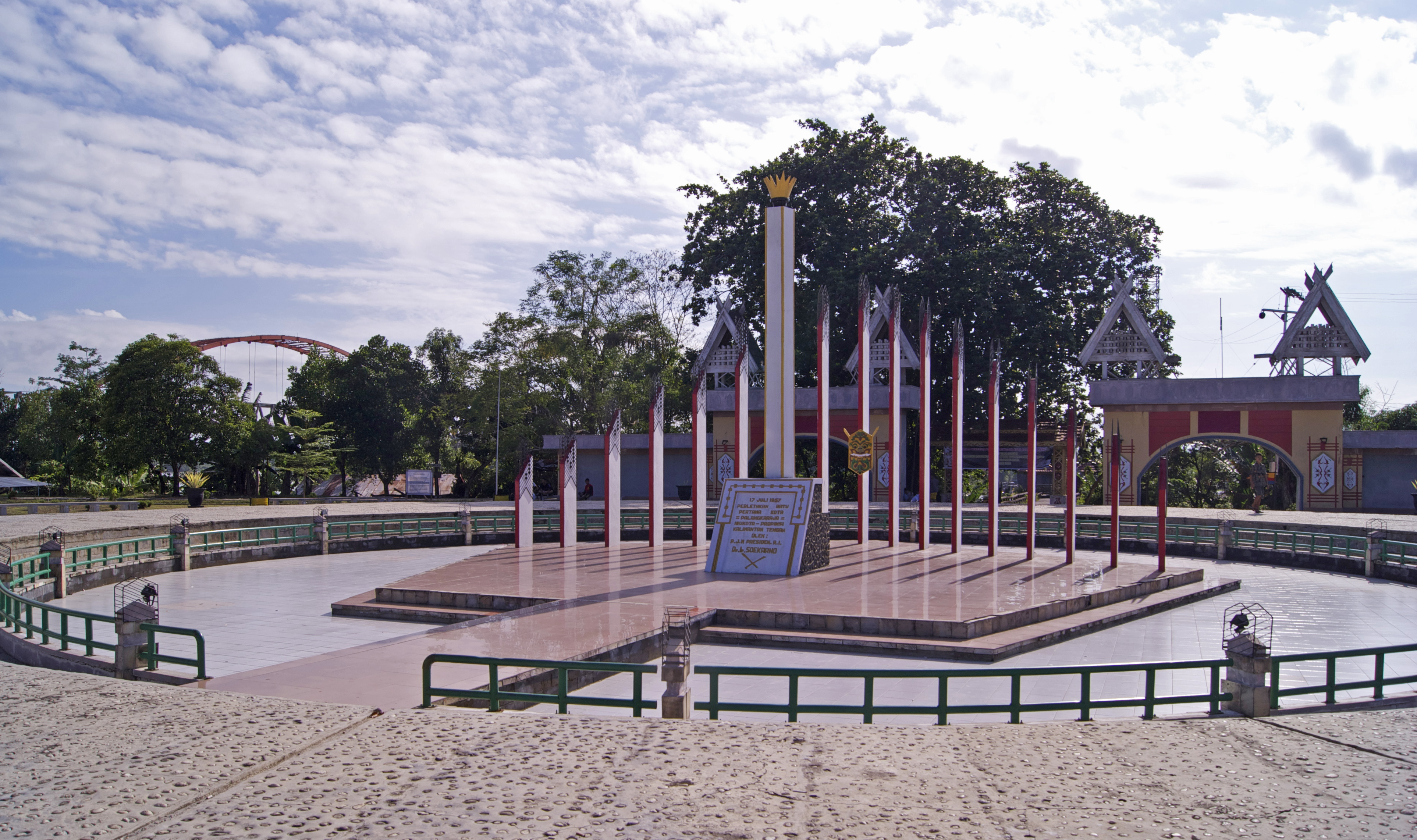
Monument de Soekarno construit en 1957 à Palangka Raya. La ville était le choix le plus populaire de la nouvelle capitale indonésienne.

Une proposition de déplacer la capitale indonésienne de Jakarta vers d’autres lieux est examinée depuis la présidence de Soekarno. Une surpopulation massive, associée à un manque d'infrastructures urbaines telles que des moyens de transport en commun ; un trafic embouteillé ; l'empiétement des zones urbaines sur les espaces verts, la multiplication de taudis, la surextraction des eaux souterraines et un système de drainage médiocre, ont conduit à la dégradation écologique de la ville. La nappe phréatique étant épuisée, la ville s'abaisse lentement. Certaines parties du nord de Jakarta se situent sous le niveau de la mer et sont régulièrement inondées. Jakarta a connu des inondations massives en 2007 et à nouveau en 2013. Ces échecs de la planification urbaine et ces calamités environnementales ont amené à la proposition de soulager Jakarta en réactivant l’idée de déplacer le centre politique et administratif du pays.
Dans les années 2010, le débat se poursuit sur la création d'une nouvelle capitale qui serait séparée du centre économique et commercial du pays. Le président Susilo Bambang Yudhoyono soutient l'idée de créer un nouveau centre politique et administratif en Indonésie, en raison des problèmes enironnementaux et de surpopulation de Jakarta,.
En 2019, Palangka Raya est le principal candidat à la nouvelle capitale indonésienne. Il existe trois autres propositions : 
- Déplacer la capitale en créant une ville entièrement nouvelle planifiée, comme le Brésil a déplacé sa capitale de Rio de Janeiro à Brasilia, une ville planifiée, en 1960.
- Créer un centre administratif séparé et conserver Jakarta comme capitale officielle, comme la Malaisie a déplacé le centre administratif fédéral à Putrajaya.
- Conserver Jakarta comme capitale et centre administratif[15] comme Tokyo pour le Japon.

Depuis que l'idée a été lancée, de nombreux gouvernements provinciaux, gouverneurs et bupati ont manifesté leur intérêt d'être l'hôte de la nouvelle capitale, avec comme options possibles : 
Dans le cas de la création d'une nouvelle capitale à l'extérieur de Java, Kalimantan, la partie indonésienne de Bornéo est considérée comme un lieu adéquat. L'île est vaste et éloignée de la frontière convergente tectonique indonésienne, ce qui signifie qu'elle est relativement à l'abri des tremblements de terre et des éruptions volcaniques. Les emplacements suggérés comprennent : 
- Palangka Raya, capitale de la province de Kalimantan central. Depuis sa création en 1957 comme capitale provinciale, le président Soekarno avait présenté un plan visant à en faire la future capitale de l'Indonésie[16]. La ville est bien plus vaste que Jakarta et à l’abri des tremblements de terre et des volcans, fréquents sur l’île de Java.
- Banjarmasin, capitale de la province de Kalimantan du Sud. Comparé à Palangka Raya, Banjarmasin est situé plus près du centre du pays, dispose d’un meilleur accès à la mer de Java et de meilleures infrastructures[17].
- Bukit Soeharto, une zone forestière entre Balikpapan et Samarinda, dans la province de Kalimantan oriental. Selon le gouverneur Awang Faroek Ishak, la province remplit toutes les conditions pour être la nouvelle capitale. La région est située au centre de l'Indonésie, en bordure du détroit de Macassar, devenu le deuxième passage maritime principal de l'Indonésie, reliant l'Indonésie à la Malaisie orientale, aux Philippines, à la Chine, au Japon et à l'Australie. Doté de riches ressources naturelles, notamment de bois, de charbon, de pétrole et de gaz naturel, Kalimantan oriental dispose des ressources financières pour construire des infrastructures dignes d'une nouvelle capitale indonésienne[18],[19],[20],[21].
- Kota Merdeka est une ville projetée située au nord de la ville de Pangkalan Bun, dans la régence de Kotawaringin-Ouest, dans le Kalimantan central[22]. Comparé à Palangkaraya, situé à l'intérieur des terres, Kota Merdeka est situé plus près des zones côtières et offre un meilleur accès à la mer de Java.
- Pontianak, capitale de la province de Kalimantan occidental[23], située sur l'équateur, entre le détroit de Karimata et la mer de Chine méridionale, dans la même région que d'autres capitales de l'ASEAN comme Singapour, Kuala Lumpur et Bandar Seri Begawan. Malgré son emplacement stratégique, la proposition est critiquée pour sa proximité avec la frontière malaisienne et les zones contestées de la mer de Chine méridionale.
- Palembang, capitale de la province de Sumatra du Sud. La ville a une signification historique en tant qu'ancienne capitale du royaume de Sriwijaya et symboliserait le retour de la gloire ancienne de l'archipel. Elle est en outre stratégiquement située près du détroit de Malacca et de Singapour et de Kuala Lumpur[24]. Néanmoins, le plan est critiqué pour sa situation géographique qui n'est pas le centre de l'archipel et sa proximité avec les frontières malaisienne et singapourienne.

Dans le cas où Jakarta serait maintenue comme capitale officielle et que les centres administratifs étaient déplacés vers d’autres sites non loin de Jakarta, les emplacements suggérés sont les suivants : 
- Jonggol, dans la province de Java occidental voisine de Jakarta, est considéré comme l'option la plus réaliste. Jonggol est située à 40 kilomètres au sud-est de Jakarta et était prévue comme future capitale de l'Indonésie depuis la présidence de Soeharto[25].
- Karawang, également à Java occidental, situé à 60 kilomètres à l’est de Jakarta[26].
- Kertajati, kabupaten de Majalengka à Java occidental. Situé à environ 200 kilomètres à l'est de Jakarta et à 40 kilomètres à l'ouest de Cirebon, le site possède un aéroport relié au réseau ferroviaire de Java et à l'autoroute transjavanaise[27]. L'aéroport sous-utilisé a été ridiculisé comme un « éléphant blanc » lors de l'élection présidentielle de 2019 et les décideurs politiques sont sous pression pour démontrer son utilité[28].
- Maja, kabupaten de Lebak dans la province de Banten. Situé à environ 60 kilomètres à l'ouest de Jakarta. La plupart des terres de Maja sont déjà acquises par le Badan Penyehatan Perbankan Nasional (BPPN)[29].
- Baie de Jakarta, Jakarta-Nord. Plutôt que d'éloigner la capitale de Jakarta, les terres seraient remises en état au nord de Jakarta par la reconquête de nouvelles îles dans la baie de Jakarta. En 2013, Joko Widodo, alors gouverneur de Jakarta, a proposé de déplacer le centre administratif de l'Indonésie sur les futures îles remises en état dans la baie de Jakarta. Ce plan est conforme au projet de développement intégré du littoral de la capitale nationale; le nouveau district administratif sera situé sur une île en forme d'oiseau Garuda dont la construction est prévue dans la baie de Jakarta[30].

## Déplacement dans le  Kalimantan oriental

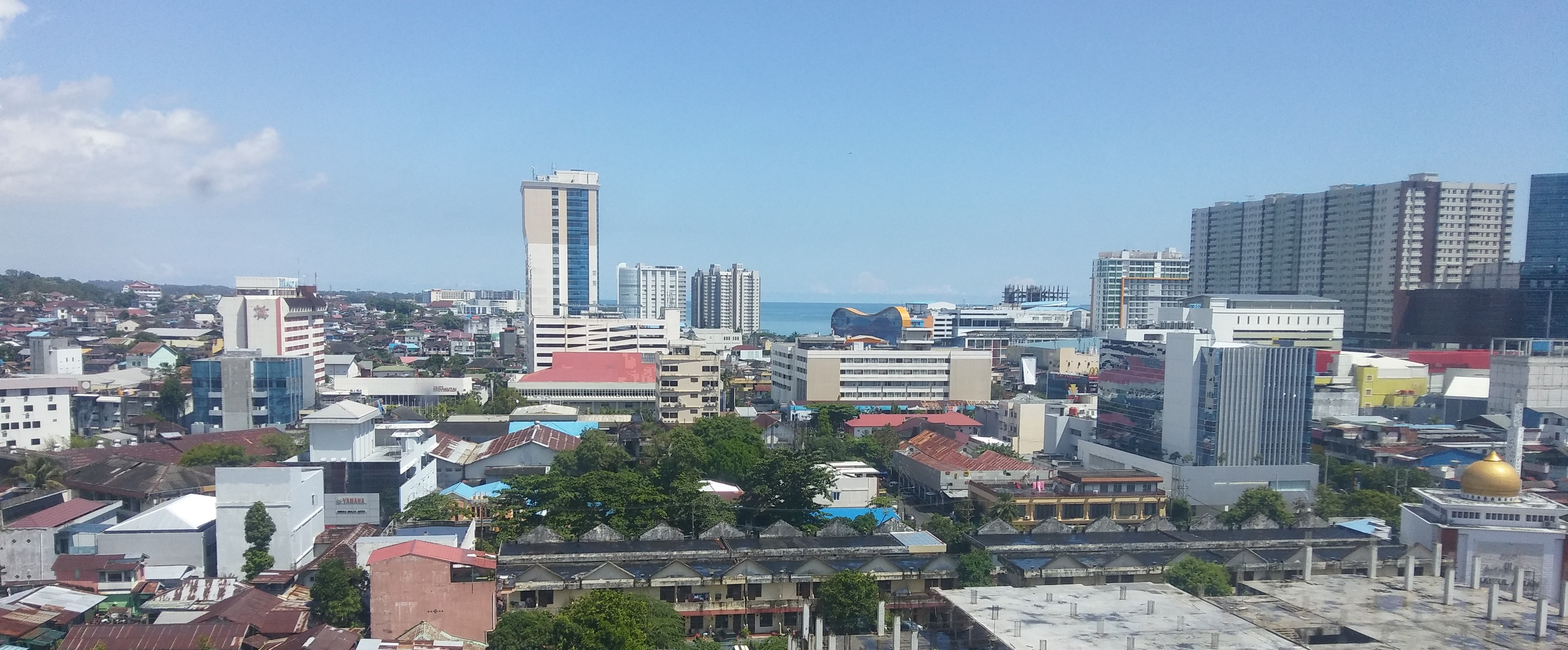
Balikpapan serait la porte d'entrée de la nouvelle capitale de l'Indonésie.

En avril 2017, le gouvernement de Joko Widodo envisage de déplacer la capitale. Il prévoit d'achever l'évaluation de différents sites potentiels. Selon un responsable de l'Agence nationale de planification du développement (Bappenas), le gouvernement est déterminé à déplacer la capitale indonésienne de Java, avec Palangka Raya au centre de Kalimantan comme l'une des options. En avril 2019, il annonce que Jakarta ne sera plus la capitale de l'Indonésie, avec un plan sur 10 ans pour transférer tous les bureaux du gouvernement dans une nouvelle capitale. Le Bappenas considère que les trois provinces de Kalimantan du Sud, central et oriental répondent aux exigences d'une nouvelle capitale, en particulier parce qu'elles sont exemptes de tremblements de terre et de volcans. Peu de temps après l'annonce du plan en avril 2017, Jokowi visite deux sites à Kalimantan, Bukit Soeharto à Kalimantan oriental et dans la région du Triangle, près de Palangkaraya.
Le 26 août 2019, Jokowi annonce que la nouvelle capitale se trouvera à la fois dans le kabupaten de Penajam Paser du Nord et celui de Kutai Kartanegara, tous deux situées dans la province de Kalimantan oriental,. Toutefois, la décision n’a pas encore été approuvée par le Parlement. Le Bappenas a annoncé que le déménagement coûterait environ 466 trillions de rupiah (32,7 milliards de $) et que le gouvernement avait l'intention d'en assurer 19 %. Le reste proviendrait principalement de partenariats public-privé et d'investissements directs des entreprises publiques et du secteur privé.
En janvier 2022 le nom de cette nouvelle capitale est annoncée : Nusantara, qui désigne en javanais l'archipel indonésien.

## Développements récents de Nusantara

### Construction et transition vers Nusantara
En juin 2024, le président Joko Widodo annonce que la première phase de construction de Nusantara est achevée à 80% et qu'il aura un bureau dans la nouvelle capitale une fois l'approvisionnement en eau potable garanti. La nouvelle capitale est planifiée pour être environ deux fois plus grande que New York. Le 17 août 2024, le président célèbre la fête de l'indépendance indonésienne à Nusantara, marquant symboliquement l'inauguration de la nouvelle capitale, bien que le transfert complet ne soit pas encore effectué. En octobre 2024, le président Prabowo Subianto, successeur de Joko Widodo, ordonne le transfert des fonctionnaires d'État (ASN) vers Nusantara à partir de janvier 2025. En décembre 2024, le président Prabowo signe une loi révoquant officiellement le statut de région spéciale de la capitale (DKI) de Jakarta et fixe l'objectif de transfert complet de la capitale à Nusantara pour le 17 août 2028.

### Gouvernance
Le projet prévoit la création de l'Autorité de la Capitale Nusantara (indonésien : Otorita Ibu Kota Negara Nusantara), une agence spéciale responsable du développement de la nouvelle capitale et redevable au président. Cette nouvelle agence possède des qualités similaires à un ministère, son dirigeant étant nommé par le président, mais avec des capacités de gouvernance spéciales qui la rendent quelque peu similaire à un gouverneur provincial.

### Financement
Le coût total du projet est estimé à 466 billions de roupies indonésiennes (32,7 milliards de dollars américains). Le gouvernement indonésien prévoit de couvrir 19% de ce coût, le reste provenant principalement de partenariats public-privé et d'investissements directs d'entreprises publiques et du secteur privé.